# Jeff Young
Jeff Young (ur. 31 marca 1962 roku w Ann Arbor w stanie Michigan) – amerykański muzyk, kompozytor i instrumentalista, gitarzysta. Young znany jest z występów w grupie muzycznej Megadeth oraz współpracy z takimi muzykami jak Debby Holiday, Gilli Moon, Badi Assad, Lenine, Matt Chamberlain, Marco Suzano, Hilary Jones, Simone Soul, Tony Franklin, Sergio and Odair Assad, Carlos Malta, Viviana Guzman oraz Siba.

## Filmografia
- The Decline of Western Civilization Part II: The Metal Years (1988, film dokumentalny, reżyseria: Penelope Spheeris)[2]